# ドミートリイ・ショスタコーヴィチ

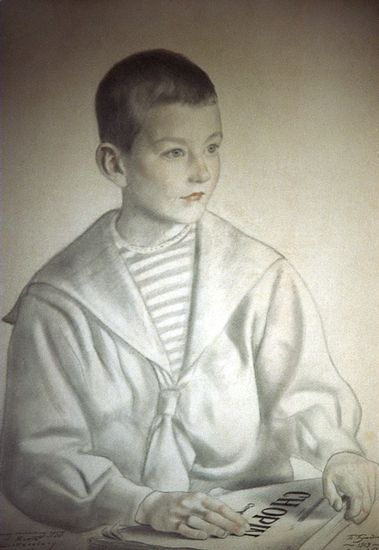
B・クストーディエフ作　少年時代のショスタコーヴィチの肖像画（1919年頃）

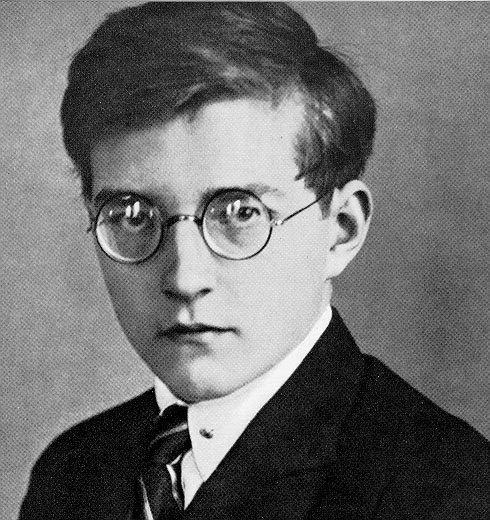
第一交響曲発表当時のショスタコーヴィチ（1925年）

ドミートリイ・ドミートリエヴィチ・ショスタコーヴィチ（ロシア語: Дмитрий Дмитриевич Шостакович [ˈdmʲitrʲɪj ˈdmʲitrʲɪjɪvʲɪtɕ ʂəstɐˈkovʲɪtɕ] ( 音声ファイル) ラテン文字転写の例: Dmitri Dmitriyevich Shostakovich, 1906年9月25日（ロシア暦9月12日） - 1975年8月9日）は、ソビエト連邦時代の作曲家。交響曲や弦楽四重奏曲が有名である。
シベリウス、プロコフィエフと共に、マーラー以降の最大の交響曲作曲家としての評価がほぼ確立され、世界的にも特に交響曲の大家と認知されている。また、弦楽四重奏曲においても秀逸な曲を残し、芸術音楽における20世紀最大の作曲家の一人である。ショスタコーヴィチの音楽には暗く重い雰囲気のものが多いが、その一方でポピュラー音楽も愛し、ジャズ風の軽妙な作品も少なからず残している。
当初、体制に迎合したソ連のプロパガンダ作曲家というイメージで語られていたが、『ショスタコーヴィチの証言』が出版されて以後、ショスタコーヴィチには皮肉や反体制、「自らが求める音楽と体制が求める音楽との乖離に葛藤した悲劇の作曲家」というイメージも加わった。

## 生涯

### 略歴

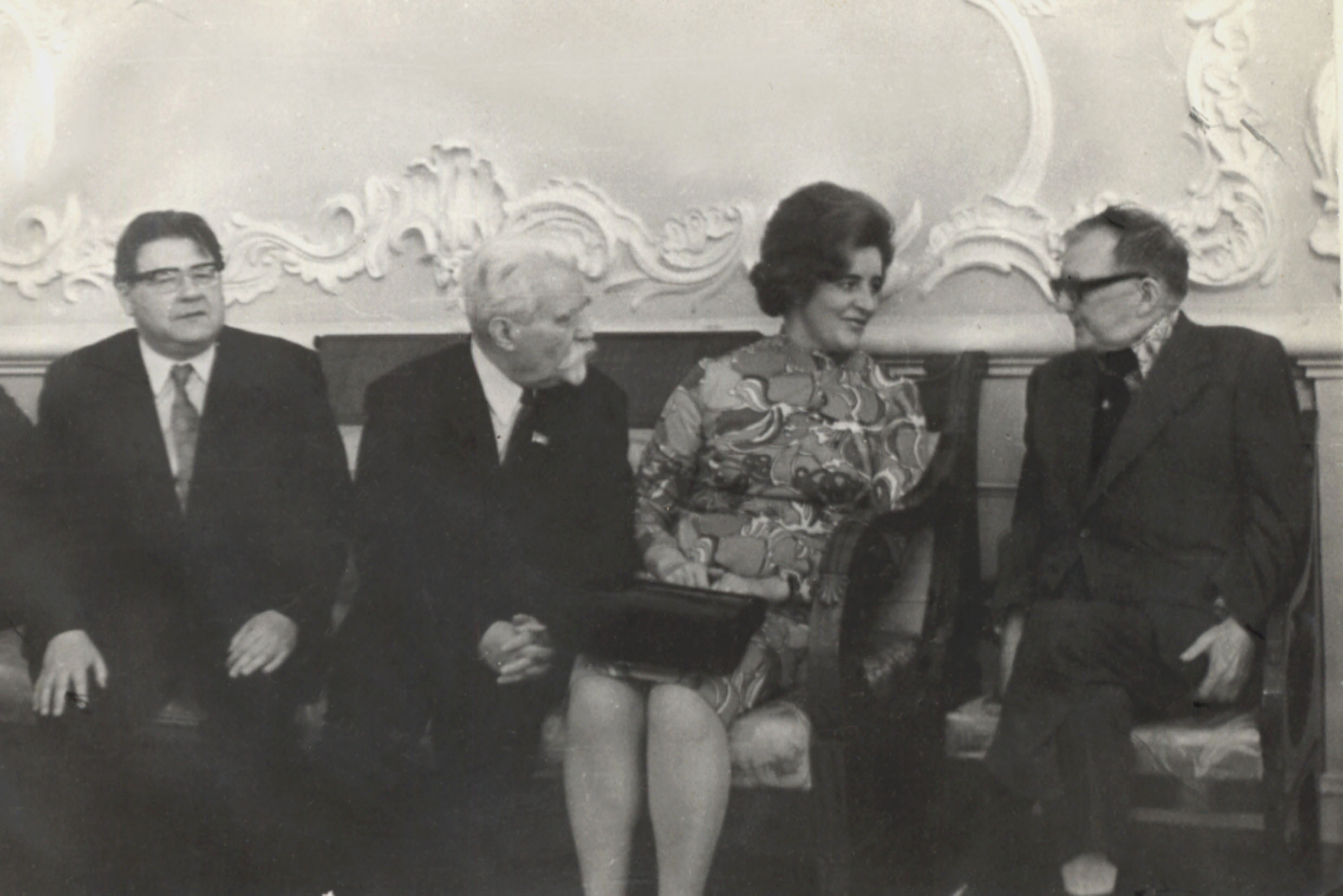
1974年当時（一番右の人物）

- 1906年 9月25日、ロシア帝国の首都サンクトペテルブルクに生まれる。
- 1915年 春、両親に連れられて初めて劇場を訪れ、オペラ（リムスキー＝コルサコフの《サルタン王の物語》）を観る。夏には母親から初めてのピアノのレッスンを受ける。秋、シドルフスカヤ商業学校に入学。作曲を始める。
- 1916年 グリャッセール音楽学校に入学。
- 1917年 2月、第一次世界大戦の敗戦が濃厚となる中で起こったロシア革命（2月革命 (1917年)）を経験。その最中に、街路上で同年配の少年が警官に殺害されるのを眼前で見る。同月、グリャッセールへ通う興味を失う。
- 1918年 秋、ローザノヴァにピアノを師事。（1917年とも）
- 1919年 第108労働学校が閉鎖。ユストニナ校に転校。秋、サンクトペテルブルク音楽院に入学。グラズノフに師事する。
- 1921年 ユストニナ校を中退。
- 1922年 父が死去。
- 1923年 音楽院のピアノ科を修了。夏休みを利用した結核療養のために訪れたクリミアで、初のピアノ・リサイタルを開く。
- 1924年 ヨシフ・スターリンがソビエト連邦の最高指導者となり、スターリンのイデオロギー（スターリニズム）がその後の作曲活動に大きな影響を与えることとなる。11月、映画館「スヴェトラーヤ・フィリム」でピアノ伴奏のアルバイトを始める。
- 1925年 作曲科の修了にともない、音楽院を卒業。修了制作として交響曲第1番を作曲。
- 1926年 5月16日、交響曲第1番初演。秋、音楽院の大学院課程に進学。
- 1927年 1月、第1回ショパン国際ピアノコンクールに出場。
- 1928年 メイエルホリド劇場の音楽部長として1月から3月まで務める。
- 1930年 バレエ『黄金時代』を作曲。
- 1931年 バレエ『ボルト』を作曲。『黄金時代』と『ボルト』は両曲ともレニングラードで初演し失敗したものの、ショスタコーヴィチの音楽は好評であった。
- 1932年 科学者ニーナ・ヴァルザルと結婚。婚約記念として書き始められた歌劇『ムツェンスク郡のマクベス夫人』を彼女に献呈。8月、作曲家同盟レニングラード支部の運営委員に選出。
- 1933年 軽音楽に関するレニングラード市の委員会の委員になる。ピアノ協奏曲第1番初演。
- 1934年 スターリンによる大粛清が吹き荒れる情勢化にあって、レニングラード市アクチャーブリ区の区議会議員に選出される。同年は、第17回党大会の1,966人の代議員中、1,108人が逮捕され、その大半が銃殺刑となった年。1930年代の大粛清は議員のみならず一般市民にまで及び、強制収容所送りや即決裁判による死刑が横行し、ショスタコーヴィチの作曲活動にも暗い影を落とす。
- 1936年 歌劇『ムツェンスク郡のマクベス夫人』（1月）とバレエ『明るい小川』（2月）に対するプラウダ批判。5月30日、長女ガリーナ生誕。
- 1937年 春（一説には1月）、レニングラード音楽院に講師として勤務（後に教授）。交響曲第5番を作曲、初演（11月21日）。この作品の成功により名誉を回復。
- 1938年 5月10日、長男マクシム生誕。
- 1939年 ムソルグスキー生誕100周年記念祭の準備委員会の委員長となる。音楽院で教授に就任。
- 1940年 5月、労働赤旗勲章受章。ピアノ五重奏曲がスターリン賞を受賞。
- 1941年 交響曲第7番を作曲。翌年の初演は成功を収め、同年アメリカでも演奏された。レニングラード音楽院教授を辞任。
- 1942年 1月、交響曲第7番がスターリン賞第1席受賞。ロシア共和国功労芸術家の称号を授与。
- 1943年 3月、モスクワ音楽院教授に就任。国歌コンクールに参加。
- 1946年 ピアノ三重奏曲第2番がスターリン賞第2席を受賞。12月、レーニン勲章受章。
- 1947年 2月、レニングラード音楽院教授に復職。同月、作曲家同盟レニングラード支部の支部長に選出。10月、ロシア共和国人民芸術家の称号を授与。ロシア共和国最高議会代議員に選出。
- 1948年 、社会主義リアリズム路線に反するとして、アラム・ハチャトゥリアン、セルゲイ・プロコフィエフと共に国家によるジダーノフ批判の対象となる。9月、レニングラード音楽院、モスクワ音楽院ともに教授の職を解任。
- 1948年 3月、世界平和文化科学会議出席のため渡米（ニューヨーク）。
- 1949年 オラトリオ「森の歌」作曲・初演。
- 1950年 「森の歌」がスターリン賞第1席を受賞。10月、ソヴィエト平和擁護委員会の委員となる。11月、世界平和会議出席のためワルシャワ入り。
- 1952年 「革命詩人の詩による10の詩曲」がスターリン賞第2席を受賞。12月、世界平和会議出席のためウィーンへ。
- 1953年 交響曲第10番作曲、初演（12月17日）。6月、文化代表団の一員としてオーストリアに派遣される。
- 1954年 交響曲第10番に関する討議会（いわゆる第10論争）が作曲家同盟で開かれる。8月、ソ連人民芸術家の称号を授与。9月、国際平和賞受賞。12月、妻ニーナ死去。同月、スウェーデン王立音楽アカデミーの名誉会員に選出される。
- 1955年 東ドイツ芸術アカデミーの準会員に選出される。11月、母ソーフィヤ死去。
- 1956年 1月、サンタ・チェチーリア芸術アカデミーの名誉会員に選出される。9月、レーニン勲章受章。
- 1957年 春に開かれた第2回作曲家同盟大会において作曲家同盟初委員長となる。交響曲第11番がレーニン賞受賞。
- 1958年 オックスフォード大学より名誉博士の学位を授与、イギリス王立音楽アカデミー会員に選出。国際シベリウス記念賞受賞。9月、右手の麻痺（後に脊椎性小児麻痺であることが判明）で入院。
- 1959年 9月、米国務省主催による文化交流プログラムでワシントンで開催されたソヴィエト祭に、ソヴィエト代表団の一員として派遣される。メキシコ音楽院名誉教授の称号を受ける。
- 1960年 2月、再び右手の治療のため入院。10月、息子マクシムの結婚式で転倒、右足を骨折、入院。作曲家同盟第1書記に任命。
- 1961年 9月、ソビエト共産党員となる。12月、入党と引き替えにレニングラード音楽院大学院での教育活動に復帰する。交響曲第4番初演（12月30日）。
- 1962年 交響曲第13番作曲、初演。ソヴィエト連邦最高会議代議員に選出される。第2回チャイコフスキー国際コンクールの組織委員会委員長に任命される。6月、右手の治療のため三度入院。 月、イリーナ・スピーンスカヤと再婚。11月、ゴーリキー市で行われたコンサートで「祝典序曲」を指揮。
- 1963年 ユネスコ国際音楽評議会名誉会員に選出。
- 1964年 バシキール自治共和国人民芸術家の称号を受ける。
- 1965年 心臓病の悪化で入院。ソヴィエト芸術学名誉博士の学位を授与。
- 1966年 5月、生誕60周年記念演奏会出演後、心筋梗塞を起こし入院。第3回チャイコフスキー国際コンクールの組織委員会委員長に任命される。8月、イギリス・ロイヤル・フィルハーモニック協会金賞受賞。10月、レーニン勲章受章。社会主義労働英雄の称号を授与。
- 1967年 3月、オーストリア共和国名誉銀記章授与。9月、右足骨折で入院。
- 1968年 5月、シャルル・クロ記念フランス・レコード協会1等賞受賞。ロシア共和国作曲家同盟理事に選出。《ステパン・ラージンの処刑》がグリンカ賞受賞。世界平和擁護委員会の委員に選出。
- 1969年 交響曲第14番作曲、初演。ウィーン・モーツァルト協会がモーツァルト記念メダルを授与。
- 1970年 クルガンのサナトリウムで8月まで療養生活を送る。ベートーヴェン生誕200年祭のソヴィエト連邦実行委員会委員長に就任。8月、治療のため再入院。11月、《ソヴィエト民警の行進》がソヴィエト文学・芸術コンクール1等賞受賞。フィンランド作曲家協会名誉会員に任命。
- 1971年 3月、第24回共産党大会代議員を務める。9月、2回目の心筋梗塞で入院。10月革命勲章受章。
- 1972年 5月、東ドイツ友好の星金賞受賞。7月、聖トリニティー大学より名誉音楽博士の学位を授与される。スクリャービン生誕100周年祭実行委員会委員長に選出。
- 1973年 デンマーク・ゾンニング基金名誉賞受賞。6月、ノース・ウェスタン大学より芸術名誉博士の学位を授与。8月、サハロフ非難書簡に署名。姉マリア死去。ラフマニノフ生誕100周年祭実行委員会委員長に選出。
- 1974年 男声合唱曲《忠誠》、弦楽四重奏曲第14番がグリンカ賞受賞。ソ連邦最高会議民族ソヴィエト〈国民教育・科学・文化委員会〉委員長を務める。
- 1975年 4月、フランス芸術アカデミーの名誉会員となる。最後の作品「ヴィオラソナタ作品147」完成。7月、体の不調を訴え入院。8月4日に再入院の後、8月9日、ソ連の首都モスクワの病院にて肺がんで逝去。8月14日、ノヴォジェヴィチ墓地に埋葬される。

### 幼少期から音楽院卒業まで
1906年にショスタコーヴィチはペトログラードで誕生した。父はドミートリイ・ボレスラヴォヴィチ・ショスタコーヴィチで母はソフィア・ショスタコーヴィチであった。両親が音楽好きなこともあり、ドミトリイは小さい頃から声楽やピアノなどを聴き、また1915年には母に連れられてリムスキー・コルサコフのオペラ「皇帝サルタンの物語」を観劇するなど、音楽に接する時間に恵まれた幼少期を過ごした。やがて母のすすめでピアノを演奏するようになるとまたたく間に上達し、ハイドンの交響曲の緩徐楽章やショパンなどを演奏するようになった。
その後、ドミトリイは私立のシドロフスカヤ商業学校に通い、ロシア革命の影響で同校が国有化され1919年に廃校になると、ペトログラードのグリャスセル音楽学校に転校し、アレクサンドラ・ローザノヴァにピアノと作曲を師事した。音楽院への入試対策にあたって両親はドミトリイの作曲の実力を指揮者のアレクサンドル・ジロティに酷評されたことがきっかけとなりアレクサンドル・グラズノフにドミトリイを引き合わせた。このときドミトリイの作品を聴いたグラズノフは「モーツァルト的才能」と評価した。
1919年ペテルブルク音楽院（後にペトログラード音楽院、レニングラード音楽院）に入学。専攻は作曲とピアノで、ピアノをレオニード・ニコラーエフに、また作曲をマクシミリアン・シテインベルクに師事した。1925年に、同音楽院作曲科の卒業作品として作曲した交響曲第1番において国際的に注目された。

### 前衛作曲家として
1928年に作曲されたオペラ「鼻」がその年から翌1929年にかけて上演される計画がなされたが、劇場の歌手からの反発に遭い頓挫する。結局1928年の11月、組曲として編曲されたものが初演され、同じ演奏会で「タヒチ・トロット」も上演された。特に「タヒチ・トロット」は大成功を収め流行曲となるも、第一次五カ年計画の成立とプロレタリア音楽家協会 (RAPM)の台頭に伴い、ネップ期に流行した軽音楽やジャズなどの音楽が「ブルジョア的である」として弾圧され批判にさらされた。またこの頃よりショスタコーヴィチはプロパガンダ的なテーマの映画音楽や劇音楽の制作に携わり「新バビロン」や「女ひとり」、「マクシム」三部作、「南京虫」や「射撃」、バレエ「黄金時代」、「ボルト」などの音楽を発表した。
1931年、ショスタコーヴィチは雑誌『労働者と演劇』にて「作曲家の職務宣言」と題した論文を発表し、プロパガンダ的な制約のある音楽制作を求めるプロレタリア音楽家協会を批判した。この論文は当初、プロレタリア派の作曲家たちからの反論を受けるも、1932年4月23日から25日にかけて行われた作曲家会議でプロレタリア音楽家協会が批判を受け、翌日公布された党中央委員会決議「文学・芸術組織の再構築について」にてプロレタリア音楽家協会をはじめとする同様の組織は解体された。
同年ショスタコーヴィチは1927年に出会って以来、交際を続けてきたニーナ・ヴァルサルと秘密裏に結婚する。一方でこの結婚に至るまでの間、ショスタコーヴィチは、ニーナと出会う同じ時期にタチアナ・グリヴェンコとも交際関係を持っていた。グリヴェンコは1929年に別の男性と結婚するも、自分との関係をやり直すよう迫るショスタコーヴィチに心を動かされる一方で、その時点で婚約をしていたニーナとの関係も白紙に戻ろうとしていた。しかしグリヴェンコが結婚していた男性との子を妊娠していたことから二人の関係は終止符が打たれた。
1934年、「ムツェンスク郡のマクベス夫人」で大成功を収めたショスタコーヴィチはレニングラード市の代議員を務めるようになった。一方でこの時期、ショスタコーヴィチは20歳の女学生エレーナ・コンスタンチノフスカヤと関係を持つようになっていた。こうした女性関係の奔放さから度々離婚の危機を迎えたが、最終的にニーナが妊娠し、エレーナとの関係にも終止符が打たれたことで困難の時期を脱した。1936年に長女のガリーナが、1938年には長男のマクシムが誕生した。この時期、ショスタコーヴィチはピアニストとしての復帰を念頭に「24の前奏曲」やピアノ協奏曲第1番などを発表した。

### プラウダ批判
1936年1月、レニイングラードのマールイ・オペラ劇場によるモスクワ公演としてボリショイ劇場で、ショスタコーヴィチの話題作「ムツェンスク郡のマクベス夫人」が上演された。26日、ソビエトの最高権力者ヨシフ・スターリンも観劇のためこの劇場へと足を運んでいた。しかしスターリンが上演の途中で席を後にした2日後の1月28日、ソヴィエト共産党機関紙『プラウダ』にて「音楽の代わりの支離滅裂 オペラ「ムツェンスク郡のマクベス夫人」について」と題された匿名の論文が掲載された。(プラウダ批判)
この批判はスターリンによる意見であることがほのめかされ、ショスタコーヴィチをはじめとする当時の文学や音楽、美術などに携わる芸術家に対する警告として解釈された。またそれに先んじて設立された芸術問題委員会を通じて芸術分野の多くの人々が召集を受け、ショスタコーヴィチのオペラについて議論がなされた。
当時アルハンゲリスクに演奏旅行に行っていたショスタコーヴィチはこの報道を受けつつも、一旦は予定通りその地での演奏会に集中した。しかしその帰路でショスタコーヴィチのバレエ「明るい小川」に関する2度目の批判を受け自己批判を余儀なくされる。この時期のソ連ではスターリンによる大粛清が吹き荒れており、粛清の危機から批判前に作曲し、オーケストラでリハーサルまでしていた交響曲第4番の初演は撤回を強いられた。批判後、発表された交響曲第5番は社会主義リアリズムを踏襲した作品として共産党からのお墨付きを得た。新たに作曲された交響曲第5番以降は、それまでの作風から一転し、政府が自国の音楽に求めた「社会主義リアリズム」の路線に沿う作風の作品を発表し続けることとなる。
1937年にはレニングラード音楽院の作曲科の講師として作曲と管弦楽法などの講座を受け持った。
交響曲第5番での挽回後は室内楽が中心的に制作された。中でも、スターリン賞を受賞したピアノ五重奏曲や、友人の突然の死を悼んだピアノ三重奏曲第2番、弦楽四重奏第1番などがある。

### 戦時中からスターリンの死まで
1941年には独ソ戦が、同年9月からはレニングラード包囲戦が始まり、渦中のレニングラードにいる市民を鼓舞するため交響曲第7番「レニングラード」が制作され、大成功を収めた。こうした戦いへの勝利を描いた交響曲第7番とは対照的に交響曲第8番は戦争の惨禍や犠牲者を偲ぶ重く深刻な内容となっており、作品の発表後、すぐに当局からの批判の対象となりレパートリーからは外された。続く交響曲第9番はソ連のナチスへの勝利が決定的となった1944年に書かれた作品で、戦争の勝利を祝う軽快な内容の作品であるが、ベートーヴェンの交響曲第9番のような壮大で賛美的な内容を期待した当局の期待を裏切る結果となり、発表後、やはり第8番同様、激しい批判にさらされた。
1948年、ソビエトの作曲家のほとんどが「形式主義者」として共産党により批判（「ジダーノフ批判」と呼ばれる。）されると、オラトリオ『森の歌』や映画音楽『ベルリン陥落』、カンタータ『我が祖国に太陽は輝く』など、あからさまに当局に迎合した共産党賛美の作品を多数作り、名誉の回復を勝ち得た。一方、ヴァイオリン協奏曲第1番（1948年）や『ユダヤの民族詩から』（1948年）、弦楽四重奏曲第4番（1949年）など、この頃書かれた作品のうち、何曲かは公表が控えられ、多くはスターリンの死後に発表された。
1953年にスターリンが死ぬと、第9番以降、ジダーノフ批判以後は書かれていなかった交響曲（第10番）を約8年ぶりに発表。曲の内容の暗さと「社会主義リアリズム」との関係において、大論争（いわゆる第10論争）を巻き起こし、国外でも大きく報道された。

### 1950年代から晩年まで
翌1954年、妻のニーナが癌で他界した。元々、夫婦間の関係は冷え込んでおり、ショスタコーヴィチも教え子であったガリーナ・ウストヴォリスカヤと交際関係を持っていたが、ニーナの死後、ガリーナとの再婚を申し込むも拒否された。またその翌1955年、母のソフィアも他界した。その1年後の1956年には突如、コムソモールの活動家であるマルガリータ・カーイノヴァと結婚した。
この年、ソ連ではニキータ・フルシチョフが新たな総書記として権力の座に就任し、前任のスターリン政権下で行われた大粛清や個人崇拝を批判するスターリン批判が行われた。その後のいわゆる「雪解け」の時期には、演奏が禁止されていた作品の名誉回復（『ムツェンスク郡のマクベス夫人』でさえ、中規模程度の改訂の後、1963年に復活上演された）、交響曲第4番やヴァイオリン協奏曲第1番といった公表が控えられていた作品の発表、「社会主義リアリズム」の概念にとらわれない近代的で斬新な作風の作品（弦楽四重奏曲第7番や『サーシャ・チョールヌィの5つの詩』、映画音楽『ハムレット』など）の発表が相次いだ。
1960年にはフルシチョフによる圧力から共産党への入党を余儀なくされた。１962年にはかつてスキャンダルに発展したオペラ「ムツェンスク郡のマクベス夫人」を改訂し、第二幕の暴力的な描写や一部表現をマイルドにさせた「カテリーナ・イズマイロヴァ」として再発表した。
1960年代頃よりショスターヴィチは健康を害し、特に右手の麻痺が深刻になっていった。またこの頃には作風もかつての前衛的な手法へと回帰し、12音技法やトーン・クラスターなどをショスタコーヴィチなりに解釈した『ブロークの詩による7つの歌曲』や交響曲第14番などを制作した。
ショスタコーヴィチの最晩年を代表する作品には、ロッシーニの『ウィリアム・テル』序曲や、ワーグナーの楽劇『ワルキューレ』の運命の動機など他作曲家の作品の引用を大胆に行い（自作の交響曲第4番の引用もある）、自身の音楽的回想とした交響曲第15番（1972年）、すべての楽章をアダージョとし、ベートーヴェンのピアノソナタ第14番『月光』からの引用もみられる弦楽四重奏曲第15番（1974年）、死の1か月前に完成し、ショスタコーヴィチの「白鳥の歌」とも呼ばれる、作曲者自身聴くことの出来なかった遺作ヴィオラソナタ（1975年）などがある。
1975年、ショスタコーヴィチは肺がんで世を去った。

## 作風
ショスタコーヴィチの作品には、J.S.バッハのフーガ、ベートーヴェンの後期弦楽四重奏曲、マーラーの交響曲、ベルクの和声語法や引用法などの影響が見られ、オーケストレーションはあまり楽器の音色を混ぜない原色配置である。原則としてショスタコーヴィチの音楽は調性音楽の範囲内にあるが、無調的な主題を用いることも多く、最晩年には十二音技法を自分なりに消化した独自の音列技法やトーンクラスター等の前衛技法を用いたりしている。戦争や生死などをテーマとした重い作品が多い一方、交響曲第9番やジャズ組曲のような軽妙な作品も多く作曲している。
一般に作風の変化の境界点は、以下の項目に分けられる。

### 初期・前衛的な作品群
作品1 - 作品46（1919年 - 1936年）少年期から音楽院入学以前の極初期は除き、ショスタコーヴィチの作風は前衛的な音楽から出発したといってよい。例えば、交響曲第1番の冒頭ではグラズノフに和声の変更を指摘されていた。当時のソ連の文化状況は、社会主義リアリズム以前の、ロシア・アヴァンギャルドと呼ばれる前衛的芸術が盛んな時代であり、ショスタコーヴィチは当時の現代音楽語法を探求し、西洋のモダニズムの作曲家の影響を受けていた。「前衛的」と最もはっきりとわかる初期の作品としては、『弦楽八重奏のための2つの小品』（作品11）、ピアノソナタ第1番（作品12）、『10の格言集』（作品13）、そして交響曲第2番（作品14）がある。しかし、『タヒチ・トロット』（作品16）や映画音楽『新バビロン』（作品18）以降は、ジャズやボードビル、キャバレー・ソングなど、軽音楽の影響も受けることとなる。この分野の傑作としてはバレエ『黄金時代』（作品22）、劇音楽『条件付の死者』（作品31）、ピアノ協奏曲第1番（作品35）などがあるが、枚挙に暇がない。交響曲第4番（作品43）の第3楽章の中間部は、明らかに軽音楽の影響が濃厚である。ショスタコーヴィチの、新ウィーン楽派に影響を受けたという意味での「前衛音楽」としての最後の作品は、管弦楽のための『5つの断章』（作品42）である。この作品は、交響曲第4番同様発表が控えられ、初演が行われたのは1965年になってからである。ゴーゴリの短編に取材したオペラ『鼻』（作品15）は、彼自身交流のあったメイエルホリドの斬新な舞台演出の影響を受け、古典形式を基本としながらも、ベルク、クルシェネクら同時期の作品を参考にしたきわめて前衛的な作風で発表当時から賛否両論を巻き起こす問題作となり、次作のオペラ『ムツェンスク郡のマクベス夫人』（作品29）とともに彼の初期作品のピークとなる。初期はロシア音楽の伝統を受け継ぎながら最新の音楽を取り上げるなど機智と独創性に富んだ作風であったが、『ムツェンスク郡のマクベス夫人』がスターリンの怒りを買い、折からの粛清が絶頂期にあることも鑑み、前衛色は失われていった。

### 社会主義リアリズム
作品47 - 作品92（1936年 - 1953年）第4番のような前衛性を控えた交響曲第5番（作品47）は初演後に「社会主義リアリズムのもっとも高尚な理想を示す好例」と評価された。この時期のショスタコーヴィチが音楽を担当した映画は「社会主義リアリズム」に基づいたテーマのものばかりで、ロシア革命を主題としたものが多い。例えば、ノンポリの学生が革命の理念に目覚め、社会主義的に成長する姿を描いた『マクシム三部作』（『マクシムの青春時代』作品41、『マクシムの帰還』作品45、『ヴィヴォルグ地区』作品50）、ロシア革命の英雄チャパーエフの活躍を描いた『ヴォロチャーエフ砦の日々』、暗殺されたキーロフを髣髴とさせる人物が主人公の『偉大な市民』2部作（作品52、55）、ロシア革命におけるレーニンとスターリンの活躍を描いた『銃を取る人』（作品55）、ロシア革命後の赤軍と白軍との内戦を描いた『忘れがたき1919年』（1952年、作品89）である。第二次世界大戦の勃発後はピアノ五重奏曲（作品57）や交響曲第8番（作品65）、ピアノ三重奏曲第2番（作品67）などこの路線から離れた作品もいくつか残している。しかし、1948年に「ジダーノフ批判」が出てからは、オラトリオ『森の歌』（作品81）や映画音楽『ベルリン陥落』（作品82）、『革命詩人の詩による10の詩曲』そしてカンタータ『我が祖国に太陽は輝く』など、再び意識したように「社会主義リアリズム」色濃い作風の作品を残している。この時期の作品としては交響曲第8番などの他に、歌劇『賭博師』や、ヴァイオリン協奏曲第1番なども、社会主義リアリズムの路線からは離れた作風であると評価されることが多い。

### ユダヤ音楽への傾倒
ショスタコーヴィチの作曲家としての「ユダヤの音楽」への関心が明らかな最初の作品は ピアノ三重奏曲第2番 (1944年)といわれていた。もちろんショスタコーヴィチはユダヤ人ではなかったが、マーラーへの興味をはじめとし、1936年には、プラウダ批判によって、自分の悲運をユダヤ人のそれに沿って象徴するものと考えるようになった。1937年の交響曲第5番第3楽章にはユダヤ音楽の要素が表れ、それは交響曲第3番（1929年）からのユダヤ教会での典礼の詠唱の旋律の引用でもある。また交響曲第7番(1941年)第1楽章のクライマックスなどにはクレズマー旋律が使われている。音楽院の愛弟子でレニングラード攻防戦で戦死したユダヤ人、ヴェニアミーン・フレーイシュマンの未完のオペラ『ロスチャイルドのヴァイオリン』の補作(1944)を行ったこともある。作品にユダヤ音楽の主題が使われているのは歌曲集『ユダヤの民族詩から』（1948年）、 ヴァイオリン協奏曲第1番（1948年）、弦楽四重奏曲第4番（1949年）、24の前奏曲とフーガ（1951年）、プーシキンの詩による4つのモノローグ（1952年）である。 ピアノ協奏曲第2番（1957年）第2楽章や交響曲第9番（1945年）フィナーレの後半には、ユダヤ人には「それ」としてハッキリ分かる形でユダヤ音楽が引用されているという。弦楽四重奏曲第8番（1960年）には、ピアノ三重奏曲第2番最終楽章のユダヤ旋律が明瞭に引用されている。その他の作品では交響曲第13番 (1962年)、また 交響曲第15番 (1971年)最終楽章での交響曲第7番の引用にユダヤ音楽のテーマを見出せる。 ショスタコーヴィチの周りには、例えば親しい友人に作曲家のミェチスワフ・ヴァインベルク、俳優ソロモン・ミホエルスなどユダヤ人は多かったし、このほかオーケストラの団員にもユダヤ系は多かった。

### スターリン死後

DSCHの音列　ショスタコーヴィチ後期の作品に頻繁に用いられた。

作品93 - （1953年 - ）1953年3月5日、スターリンが死去。独裁者の死は、ソビエトの社会に一時の混乱をもたらした。1956年、フルシチョフによって行われた「スターリン批判」により、スターリンの独裁体制は名実ともに崩れ去った。スターリンの死に合わせたように、ショスタコーヴィチは、第9番を最後に中断していた交響曲を書き始め、すぐに発表する。前衛的な作風ではないものの、終始音楽に悲劇的な重さが付きまとう音楽で、自身のイニシャルをドイツ音名にした「DSCH」の音列も頻出する、自伝的な作品である。この作品以降、ショスタコーヴィチの曲には「DSCH」の音列が頻繁に使われるようになる。1950年代も終わり近くになると、ソヴィエトの社会主義体制も次第に軟化しはじめ、アメリカとも協調姿勢をとるようになってゆく。「雪どけ」といわれるこの時期、ショスタコーヴィチが発表を控えていた交響曲第4番などの作品が数十年ぶりに「初演」された。戦前、ショスタコーヴィチが個人批判される元凶となった歌劇『ムツェンスク郡のマクベス夫人』はそのままの形での上演は絶望的だったものの、ある程度改訂された『カテリーナ・イズマイロヴァ』（作品114）は再上演が許される状態にまでなった。しかし、交響曲第13番の歌詞問題が表面化した頃、キューバへのミサイル配備計画がアメリカに非難されたのをきっかけに「雪どけ」体制は解体され、冷戦の時代に突入する。

### 「雪どけ」後

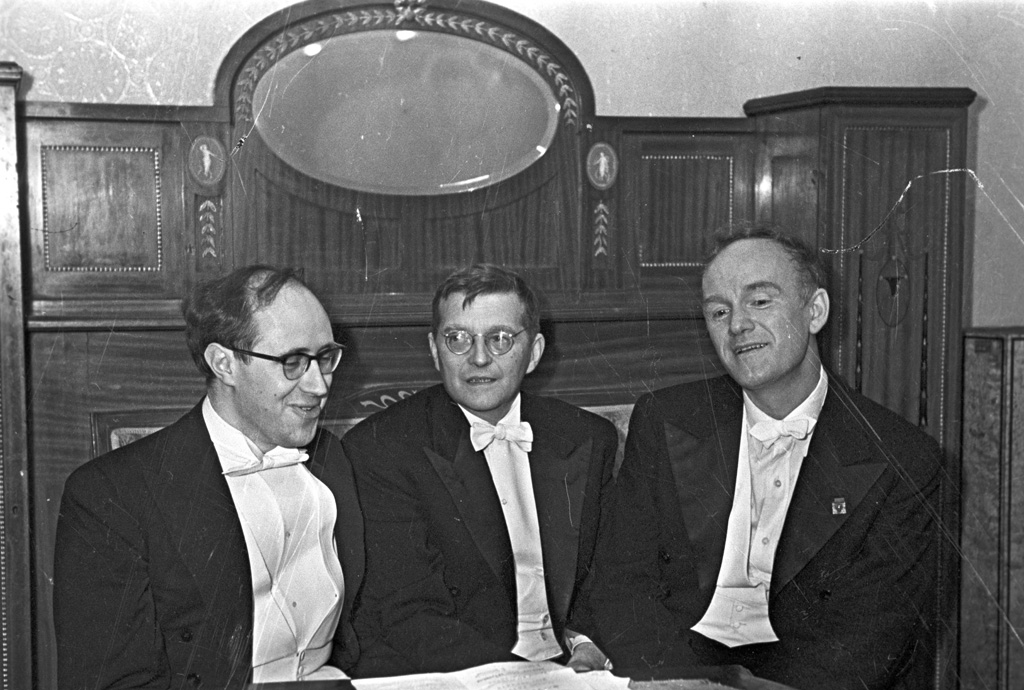
ロストロポーヴィチ（左）とリヒテル（右）に囲まれて（1968）

ブレジネフ時代になり、国内では締め付けが強まるが、ショスタコーヴィチ自身の生活は安定し数々の栄誉に包まれるなど、音楽活動を続ける環境はスターリン時代と比べ格段に恵まれていた。相変わらず体制に迎合した作品もあるが、作風は芸術性が高まり、七楽章の弦楽四重奏曲第11番（1966年）・マーラーの『大地の歌』の影響を受けた声楽つきの交響曲第14番（1969年）。豊かな響きと緊張感漂う映画音楽『リア王』（1970年）などの意欲作を相次いで発表した。とくに『ブロークの詩による七つの歌曲』（1967年）と弦楽四重奏曲第12番（1968年）においては十二音技法に挑戦するなど、その研究心は衰えなかった。
最晩年になると、作風も哲学風で研ぎ澄まされた独特の透明感が支配的となる。交響曲第15番（1971年）、弦楽四重奏曲第14番（1973年）・弦楽四重奏曲第15番（1974年）では過去の作品からの引用が顕著になるが、そこにはすでに健康の衰えを感じ、死を意識した作曲者の思いが見え隠れする。それは政治に翻弄された波瀾万丈の人生を振り返り、達観したかのような感を受ける。また「ミケランジェロの詩による組曲」（1974年）では、自身の芸術の総括をルネサンスの芸術家に譬えたものとして評価されている。

## 作品
ショスタコーヴィチの創作の中心は、交響曲と弦楽四重奏曲にあった。これらのなかでも特に有名なのが、交響曲第5番、第7番、第10番と弦楽四重奏曲第8番である。また歌劇『ムツェンスク郡のマクベス夫人』 は古今のオペラの傑作の一つとされる。

### 交響曲
- 交響曲第1番 ヘ短調 作品10（1925年）
- 交響曲第2番 ロ長調 作品14「十月革命に捧ぐ」（1927年）
- 交響曲第3番 変ホ長調 作品20「メーデー」（1929年）
- 交響曲第4番 ハ短調 作品43（1936年）
- 交響曲第5番 ニ短調 作品47（1937年）
- 交響曲第6番 ロ短調 作品54（1939年）
- 交響曲第7番 ハ長調 作品60「レニングラード」（1941年）
- 交響曲第8番 ハ短調 作品65（1943年）
- 交響曲第9番 変ホ長調 作品70（1945年）
- 交響曲第10番 ホ短調 作品93（1953年）
- 交響曲第11番 ト短調 作品103「1905年」（1957年）
- 交響曲第12番 ニ短調 作品112「1917年」（1961年）
- 交響曲第13番 変ロ短調 作品113（1962年）
- 交響曲第14番 ト短調 作品135（1969年）
- 交響曲第15番 イ長調 作品141（1971年）

### 弦楽四重奏曲
- 弦楽四重奏曲第1番 ハ長調 作品49（1938年）
- 弦楽四重奏曲第2番 イ長調 作品68（1944年）
- 弦楽四重奏曲第3番 ヘ長調 作品73（1946年）
- 弦楽四重奏曲第4番 ニ長調 作品83（1949年）
- 弦楽四重奏曲第5番 変ロ長調 作品92（1952年）
- 弦楽四重奏曲第6番 ト長調 作品101（1956年）
- 弦楽四重奏曲第7番 嬰ヘ短調 作品108（1960年）
- 弦楽四重奏曲第8番 ハ短調 作品110（1960年）
- 弦楽四重奏曲第9番 変ホ長調 作品117（1964年）
- 弦楽四重奏曲第10番 変イ長調 作品118（1964年）
- 弦楽四重奏曲第11番 ヘ短調 作品122（1966年）
- 弦楽四重奏曲第12番 変ニ長調 作品133（1968年）
- 弦楽四重奏曲第13番 変ロ短調 作品138（1970年）
- 弦楽四重奏曲第14番 嬰ヘ長調 作品142（1973年）
- 弦楽四重奏曲第15番 変ホ短調 作品144（1974年）
- 弦楽のためのレクィエム 作品144bis（原曲は第15番）

### 管弦楽曲・吹奏楽曲
- スケルツォ第1番 嬰ヘ短調 作品1（1919年）
- 主題と変奏 変ロ長調（1922年）
- スケルツォ第2番 変ホ長調（1924年）
- タヒチ・トロット（1928年）
- E・ドレッセルの歌劇『コロンブス』のための2つの小品（1929年）
- ジャズ・オーケストラのための第1組曲（1934年）
- 5つの断章（1935年）
- ジャズ・オーケストラのための第2組曲（1938年）[50]
- 荘厳な行進曲（1941年）
- バレエ組曲第1 - 4番（1950年 - 53年）
- 祝典序曲（1954年）
- ノヴォロシースクの鐘（1960年）
- ロシアとキルギスの主題による序曲（1963年）
- 交響詩「十月革命」（1967年）
- 交響的哀悼前奏曲（1967年）
- ソヴィエト民警の行進曲（1970年）
- インターヴィジョン（1971年）
- 「緑の工場」のための序曲
- 2つの前奏曲（アルフレート・シュニトケ編曲）

### 協奏曲
- ピアノ協奏曲第1番 ハ短調 作品35（1933年）
- ピアノ協奏曲第2番 ヘ長調 作品102（1957年）
- ヴァイオリン協奏曲第1番 イ短調 作品77(99)（1948年）
- ヴァイオリン協奏曲第2番 嬰ハ短調 作品129（1967年）
- チェロ協奏曲第1番 変ホ長調 作品107（1959年）
- チェロ協奏曲第2番 ト短調 作品126（1966年）

### 室内楽曲
- 弦楽八重奏のための2つの小品 作品11（1927年）
- チェロ・ソナタ ニ短調 作品40（1934年）
- ピアノ五重奏曲 ト短調 作品57（1940年）
- ピアノ三重奏曲第1番 ハ短調 作品8（1923年）
- ピアノ三重奏曲第2番 ホ短調 作品67（1944年）
- ヴァイオリン・ソナタ ト長調 作品134（1968年）
- ヴィオラ・ソナタ ハ長調 作品147（1975年）
- 弦楽四重奏のための2つの小品（1931年）
- ヴァイオリン・ソナタ（1945年に着手したが未完）
- チェロとピアノのためのモデラート
- 3つのヴァイオリン二重奏曲
- ハープ二重奏のためのポルカ 嬰ヘ長調
- 3つの小品

### オペラ
- 鼻（1928年）
- 大きな稲妻
- オランゴ（1932年）
- ムツェンスク郡のマクベス夫人（1934年）Op.29
- 賭博師（1941年）
- カテリーナ・イズマイロヴァ（1963年） - 「ムツェンスク郡のマクベス夫人」の改訂版。Op.114

### オペレッタ
- モスクワ・チェリョームシキ（1958年）Op.105

### 合唱曲
- オラトリオ「森の歌」（1949年）
- カンタータ「わが祖国に太陽は輝く」（1952年）
- 混声合唱のための無伴奏合唱曲十の詩曲（1951年）
- バラード「ステパン・ラージンの処刑」（1964年）
- 8つのバラード「忠誠」作品136（1970年）
- 反形式主義的ラヨーク

### 声楽曲
- 日本の詩人の詞による6つの歌 作品21（1928年） オーケストラ伴奏版あり
- プーシキンの詩による4つのロマンス 作品46 オーケストラ伴奏版あり
- 歌曲集「ユダヤの民族詩より」 作品79 オーケストラ伴奏版あり
- レールモントフの詩による2つのロマンス 作品84
- エフゲニー・ドルマトーフスキーの詩による4つの歌曲 作品86
- プーシキンの詩による4つのモノローグ 作品91
- エフゲニー・ドルマトーフスキーの詩による5つのロマンス 作品98
- スペインの歌 作品100（1956年）
- 風刺 作品109（1960年）
- 自作全集への序文とその序文についての短い考察 作品123
- アレクサンドル・ブロークの詩による7つの歌曲 作品127
- マリーナ・ツヴェタエワの詩による6つの歌曲 作品143 オーケストラ伴奏版あり
- ミケランジェロの詩による組曲 作品145 オーケストラ伴奏版あり

### バレエ音楽
- 黄金時代（1930年）
- ボルト（1931年）
- 明るい小川（1935年）
- お嬢さんとならず者（1962年）

### 映画音楽
- 新バビロン 作品18（1929年）
- 女一人 作品26（1931年）
- 黄金の丘 作品30（1931年）
- 呼応計画 作品33（1932年）
- 司祭とその下男バルダの物語 作品36（1935年）
- 愛と憎しみ 作品38（1934年）
- マクシムの青年時代 作品41（1935年）
- 女友達（1935年）
- マクシムの帰還（1937年）
- ヴォロチャーエフの日々（1937年）
- ヴィボルグ地区（1938年）
- 友人たち（1938年）
- 偉大なる市民第1部（1937年）
- 銃を取る人 作品50（1938年）
- 偉大なる市民第2部 作品55（1939年）
- おろかな子ねずみ 作品56（1939年）
- コルジンキナの冒険 作品59（1940年）
- ゾーヤ 作品64（1944年）
- 素朴な人々（1945年）
- 若き親衛隊 作品75（1948年）
- ピロゴーフ（1947年）
- ミチューリン 作品78（1948年）
- エルベ河の邂逅 作品80（1948年）
- ベルリン陥落 作品82（1949年）
- ベリンスキー（1950年）
- 忘れがたき1919年（1951年）
- 偉大な川の歌・ユニティ 作品95（1954年）
- 馬あぶ 作品97（1955年）
- 第1軍用列車（1956年）
- 5昼夜 作品111（1960年）
- ハムレット 作品116（1964年）
- 生涯のような1年（1965年）
- ソフィア・ペロフスカヤ 作品132（1967年）
- リア王 作品137（1970年）
- 永遠の使者
- 戦艦ポチョムキン（この映画のために曲が作られたわけではなく、1976年の復刻時に既存の交響曲が使用された）
- チェリョームシキ

### 劇付随音楽
全10作品
- 南京虫 作品19（1929年）
- 射撃 作品24（1929年）
- ルーレ・ブリタニア 作品28（1931年）
- ハムレット 作品32（1932年）
- スペインにサリュー 作品44（1936年）
- 人間喜劇 作品37（1933年 - 1934年）
- リア王 作品58a（1941年）
- 母国 作品63（1942年）
- ロシアの川 作品66（1944年）
- 勝利の春 作品72（1946年）

### ピアノ曲
- 5つの前奏曲（1921年）
- 3つの幻想的な舞曲（1925年）
- 2台のピアノのための組曲嬰ヘ短調（1925年）
- ピアノ・ソナタ第1番（1926年）
- 10の格言集（1927年）
- ピアノ・ソナタ第2番（1943年）
- 24の前奏曲（1933年）
- 子供のノート（1944年）
- 陽気な行進曲（1949年）
- 24の前奏曲とフーガ（1952年）
- 2台のピアノのための小協奏曲（1954年）
- グリンカの主題による変奏曲（1957年）

### 編曲作品
編曲でありながら自身の作品として作品番号を与えているものもある。
- ドメニコ・スカルラッティの2つの小品 作品17
- ムソルグスキー 歌劇「ボリス・ゴドゥノフ」の管弦楽編曲 作品58
- ムソルグスキー 歌劇「ホヴァーンシチナ」の管弦楽編曲 作品106
- ムソルグスキー 歌曲集「死の歌と踊り」の管弦楽編曲
- A.ダヴィデンゴの2つの合唱曲の管弦楽編曲 作品124
- ロベルト・シューマン チェロ協奏曲 イ短調の編曲 作品125
- ストラヴィンスキー 詩篇交響曲の4手ピアノ用編曲
- リムスキー・コルサコフ 私はほら穴で君を待っていたの管弦楽編曲
- チシチェンコ チェロ協奏曲第1番の再オーケストレーション
- ヨハン・シュトラウス2世 「ウィーン気質」の編曲
- ヨハン・シュトラウス2世 「観光列車」の編曲
- オネゲル 交響曲第3番 典礼風の4手ピアノ用編曲
- ベートーヴェン 蚤の歌の管弦楽伴奏用編曲
- ベートーヴェン ピアノソナタ第8番 悲愴の第2楽章の管弦楽編曲
- ベートーヴェン ピアノソナタ第32番の第1楽章の管弦楽編曲
- マーラー 交響曲第10番の4手ピアノ用編曲
- シューベルト 軍隊行進曲の管弦楽編曲
- ロシア民謡「ヴォルガの舟歌」のオーケストレーション

#### 自作の編曲
- 歌劇「鼻」のピアノ編曲
- 交響曲第3番のピアノと声楽用編曲
- バレエ「明るい小川」よりモデラート
- 主題と変奏 作品3のピアノ用編曲
- 交響曲第4番の2台ピアノ用編曲
- 交響曲第10番の2台ピアノ用編曲

### その他の作品
- 兵士（1917年頃）
- 森の中にて
- 自由の讃歌
- ソヴィエト讃歌
- 国歌（ソヴィエト連邦）
- 赤軍の歌（アラム・ハチャトゥリアンとの共作）
- ポルカ
- 4つのワルツ
- 平和の鳥
- 儀式用行進曲
- 2つのマズルカ
- 我が祖国の栄光を歌う

創作ジャンルは宗教音楽以外のほぼ全てにわたる。労働歌で1917年から1944年の間ソヴィエト連邦国歌でもあった『インターナショナル』の管弦楽編曲もある。

## 著作
本人の著書と称されているものが、日本では2冊出版されている。ソロモン・ヴォルコフによる『ショスタコーヴィチの証言』（水野忠夫訳 中央公論社、1980年）と、レフ・グリゴーリエフとヤーコフ・プラデークの手による『ショスタコーヴィチ自伝――時代と自身を語る』（ラドガ出版社訳 ラドガ出版社〔発売：ナウカ〕、1983年）である。前者は、はじめは1979年にアメリカ、ドイツで出版されたもので、ショスタコーヴィチの評価をめぐって論議を巻き起こした。発表された当初からソビエト作曲家同盟などのほかローレル・フェイのような西側の音楽学者からも偽書である疑いが投げかけられ真贋については議論があった。詳細は「ショスタコーヴィチの証言」を参照。
後者は1980年にソ連で刊行された。「自伝」とあるが、正確には、ショスタコーヴィチが生前にさまざまな媒体に発表した文章などを年代順にまとめたものである。ヴォルコフやマクシム・ショスタコーヴィチは、「実際には、別人が書いていたのだ」と主張している。すべての記事はソビエト体制下では公式見解として発表されたものである。
ショスタコーヴィチはさまざまな人物と頻繁に手紙をやりとりしており、数冊が出版されている。邦訳書は2006年現在、存在しない。とりわけ有名なのは、音楽学者イサーク・グリークマンと行われた書簡集である。1993年にロシアで出版されたもので、英訳されている (Story of a Friendship, trans. by Anthony Phillips, London: Faver/Ithaca, N.Y. : Cornell University Press, 2001.)。
2006年9月25日、ショスタコーヴィチ生誕100周年を記念し、ショスタコーヴィチと公私共に親友だったイワン・ソレルチンスキーとの往復書簡が出版されている。これは、イワンの息子であり音楽学者のドミトリーが編纂した書籍。ショスタコーヴィチとソレルチンスキーが知り合った1927年から、ソレルチンスキーが急逝した1942年までにやりとりされた、現存するほぼすべての書簡が掲載されている。
なお子息2人（ガリーナとマクシム）による、多くの写真を交えた回想証言『わが父ショスタコーヴィチ』（田中泰子訳、音楽之友社、2003年）が出版されている。

## その他
小惑星(2669) Shostakovichはショスタコーヴィチにちなんで命名された。
大のサッカー好きで、地元のサッカークラブのスコアをメモ帳に書き記すなどの熱狂的サッカーファンだった。サッカーの審判の資格も持っていた。